# Hipódromo de Azul
El Hipódromo de Azul es un hipódromo utilizado para la disputa de carreras de caballos, localizado en la ciudad de Azul, provincia de Buenos Aires, Argentina. Fue inaugurado el 12 de octubre de 1914 y está ubicado a 5 kilómetros del centro urbano, abarcando una superficie de 50 hectáreas y contando con una capacidad de 7.000 espectadores. Cuenta con una pista principal de arena que tiene 2100 metros de elipse.
Normalmente se celebran carreras de caballos una vez por mes, sin embargo el hipódromo permanecerá cerrado hasta el 28 de marzo de 2021 como consecuencia de la pandemia de COVID-19 en Argentina.

## Historia
El 14 de agosto de 1912 se fundó en la ciudad de Azul el Jockey Club de Azul, del cual la mayoría de sus fundadores tenían ascendencia francesa y pertenecían a la clase alta. Este hecho histórico fue una partida para la vida hípica local y los miembros del club se empeñaron en la construcción de un hipódromo a base de donaciones de aficionados al turf, tanto locales como del resto de la provincia.
La fundación del hipódromo se produjo el 12 de octubre de 1914 por la comisión de carreras del Jockey Club. El número de personas que concurrían a las actividades del hipódromo era considerable teniendo en cuenta la población de Azul, y poco a poco fue aumentando conforme más personas eran atraídas por el turf y por los espectáculos que se organizaban en el hipódromo. Cabe destacar que también concurrían pobladores de otras localidades que visitaban Azul con la mera intención de visitar el hipódromo. También habían canchas de polo en el centro de la pista.
En la década de 1940 el hipódromo fue remodelado, para lo cual se puso un marcha un proyecto de una empresa constructora local. Se mejoraron instalaciones existentes y se ampliaron o reestructuraron otras.
La época dorada del hipódromo fue desde fines de la década del 1960 hasta los fines de la década de 1970. Se fortaleció como un lugar de importante actividad hípica equiparándose con los de La Plata y San Isidro. Además de presenciar los espectáculos y las carreras, las familias que acudían al hipódromo los fines de semana tenían un ambiente propicio para forjar relaciones sociales duraderas.
En el año 1980 Azul sufrió una intensa inundación que dejó al hipódromo en su totalidad bajo el agua, inutilizando las pistas y otras instalaciones. Esto produjo que el hipódromo cerrara sus puertas hasta dos años más tarde cuando profesionales, aficionados y miembros del Jockey Club trabajaron en conjunto para lograr que se reabriera. Sin embargo, el hipódromo no tendría el mismo soporte económico que tenía antes.
En la década del 1990 el espacio fue perdiendo relevancia y el predio terminó utilizándose solo en pocas ocasiones. La delicada situación del Jockey Club de Azul hizo que se rematase la sede social, la cual estaba en condiciones pésimas. Una vez traspasado a sus nuevos propietarios, el edificio fue restaurado y reacondicionado.
En el año 2000 se arrendó el hipódromo a una empresa privada platense que se empezó a conocer como Hipódromo de Azul S.A. Esta empresa lo utiliza en calidad de concesión y está comprometida al cuidado y mejoramiento de las instalaciones, recibiendo a su vez un subsidio de Loterías y Casinos de la Provincia de Buenos Aires.

## Uso actual
Actualmente se compiten carreras de caballos una vez por mes. Hasta hace poco tiempo eran televisadas en conjunto con las del Hipódromo de La Plata, pero sin embargo el hipódromo de Azul tiene ahora su propia página para ver sus reuniones. Debido a la pandemia de COVID-19 en Argentina, el hipódromo cerró pero está planeado que reabra el 28 de marzo de 2021.

## Instalaciones
El hipódromo cuenta con una tribuna oficial, confitería, oficinas, tribuna paddock, cuartos de jockey, tribuna general, depósito, un restaurante, sector de caballerizas, veterinaria, comisariato, boleterías, boxes de espera, sanitarios, estacionamientos, duchas para caballos, un sistema de llegada, gateras (15 partidores), un parque y sus dos pistas: la principal tiene 2100 metros de elipse y un ancho de 29,60, y una pista auxiliar.